# Farmacosiderita
La farmacosiderita és un mineral de la classe dels arsenats. Va ser descoberta el 1813 en una mina a prop de Camborne, al comtat de Cornualla, i anomenada així per Johann Friedrich Ludwig Hausmann, del grec pharmakon, verí, i sideros, ferro. Forma part del supergrup i del grup farmacosiderita, als quals dona nom.

## Característiques
És un arsenat hidroxilat i hidratat de potassi i ferro, amb fórmula KFe3+₄(AsO₄)₃(OH)₄·6-7H₂O. A més dels elements de la seva fórmula, sol portar com a impuresa comú fòsfor. Cristal·litza en el sistema cúbic. Els cristalls submergits en amoníac es tornen de color vermell, tornant al color verd quan es torna a submergir en àcid clorhídric. La seva duresa és 2,5 a l'escala de Mohs i la seva lluentor és adamantina a grassa.

## Formació i jaciments
Apareix com a mineral secundari, format a la zona d'oxidació dels jaciments de sulfurs amb ferro i arsènic, d'origen hidrotermal. S'altera fàcilment a limonita. Sol trobar-se associada a altres minerals com: simplesita, escorodita, pitticita, limonita, jarosita, eritrina, carminita, beudantita o arsenosiderita.

## Supergrup i grup farmacosiderita
El supergrup farmacosiderita està format per tres grups: el grups ivanyukita, el grup farmacoalumita i el grup farmacosiderita. El grup farmacosiderita està format per cinc espècies minerals: bariofarmacosiderita, hidroniofarmacosiderita, natrofarmacosiderita, farmacosiderita i estronciofarmacosiderita. Tots aquests membres són arsenats hidroxilats i hidratats d'un parell de metalls.
A Catalunya ha estat descrita a la mina les Ferreres a Camprodon (Ripollès, Girona); a la mina Atrevida de Vimbodí (Conca de Barberà) i a la mina Linda Mariquita del Molar (Priorat), totes dues a Tarragona.